# Акты Московского государства 1552 года
Царствование: 1533—1584 — Иван IV Васильевич Грозный

## Акты Московского государства 1552 года
- Январь — опись дьяка Истомы Новгородова в приёме посошных денег с Важского посада и уезда.
- 21 марта — уставная Важская грамота.
- 6 мая — жалованная кормленная грамота царя Ивана Васильевича Шишкину Василию Ляпунову на волость Медна в Торжке под Багриковым Андреем (акт фальсифицирован).
- 19 мая—25 июня — указная грамота царя Ивана Васильевича в Путивль наместнику князю Кашину Фёдору Ивановичу, Нагому Григорию Ивановичу и Зюзину Бахтеяру Григорьевичу о проведывании вестей о продвижении войск крымского хана.
- Около 25 июня — указная грамота царя Ивана Васильевича в Путивль наместнику князю Кашину Фёдору Ивановичу, Нагому Григорию Ивановичу и Зюзину Бахтеяру Григорьевичу с извещением о посылке к ним денег "на сторожи".
- 27 июня — указная грамота царя Ивана Васильевича в Путивль наместнику князю Кашину Фёдору Ивановичу, Нагому Григорию Ивановичу и Зюзину Бахтеяру Григорьевичу с извещением о возможном походе к Путивлю войск крымского хана.